# Djamdoudi
Djamdoudi est un village du Cameroun situé dans le département du Mayo-Tsanaga et la Région de l'Extrême-Nord. Il fait partie des 70 villages que compte la commune de Mokolo.

## Population
En 1966-1967, la localité comptait 321 habitants, principalement des Peuls et des Mofu.
En 2005, lors du recensement général de la population et de l'habitat, on y a dénombré 2 101 habitants, dont 974 de sexe masculin et 1 127 de sexe féminin.

## Climat
Le climat de Djamdoudi est de type tropical d'altitude. Le mois d'avril est le mois le plus chaud de l'année avec une température de 31,0 °C et celui de août est le moins chaud avec 24,6 °C. La température annuelle moyenne est de 27,0 °C pour une précipitation annuelle moyenne de 859 mm.